# Ichthus Festival
Ichthus Festival es unos de los Festivales de Música cristiana más grandes y el más antiguo de los Estados Unidos comparándose con el Festival de Woodstock

## Historia
El Ichthus Festival de Música Es uno de los festivales anuales de música cristiana en Wilmore, Kentucky,. Realizado en 1970, es el más antiguo festival de música cristiana en el país. El festival comenzó como la idea original del Dr. Bob Lyon, un profesor de la Asbury Theological Seminary, En respuesta a Festival de Woodstock y festivales de música similar de la época. Los primeros eventos se realizaron en el Campmeeting Wilmore.
Originalmente este evento se realiza en primavera al aire libre, el festival se ve a menudo obstaculizada por el mal tiempo. A partir de 2006, el festival se trasladó a mediados de junio, que ofrece un clima más favorable.

## Origen del nombre del festival

Símbolo de Ichthus.

El nombre del festival es tomado de la palabra Ichthus (Ichthys), un anagrama en griego utilizado desde el siglo II por los primeros cristianos como un símbolo de su Fe. La palabra se compone de los cartas ἸΧΘΥΣ, Es decir, pez. Las cartas individuales representan una confesión de los cristianos, "Jesús Cristo Hijo de Dios, Salvador".
- Ἰησοῦς: Jesús
- Χριστός: Cristo
- Θεοῦ: Dios
- Υἱός: Hijo
- Σωτήρ: Salvador